# Le Rendez-vous de Senlis
Le Rendez-vous de Senlis est une pièce de théâtre de Jean Anouilh créée au théâtre de l'Atelier (Paris) le 30 janvier 1941 dans une mise en scène d'André Barsacq.
Elle fait partie des Pièces roses avec Humulus le Muet (1932), Le Bal des voleurs (1938) et Léocadia (1940).

## Distribution originale
- Michel Vitold : Georges, jeune homme
- Georges Rollin : Robert, son ami
- Monelle Valentin : Barbara, femme de Robert, maîtresse de Georges
- Marcel Pérès : Monsieur Delachaume, père de Georges
- Marcelle Monthill : Madame Delachaume, mère de Georges
- Henriette, femme de Georges, personnage invisible
- Suzanne Dalthy : Edmée, femme de chambre d'Henriette
- Denise Bosc : Isabelle, jeune fille
- Jean Dasté : Philémon, comédien
- Madeleine Geoffroy : Madame de Montalembreuse, comédienne
- Robert Le Flon : le maître d'hôtel, de la maison Chauvin
- Lise Berthier : la propriétaire
- André Schlesser : le docteur

## Reprises

### Théâtre de l'Atelier(1946)
- Robert Moncade : Georges, jeune homme
- Michel Bouquet : Robert, son ami

### Théâtre de l'Atelier(1955)
- Jacques François : Georges, jeune homme
- Georges Rollin : Robert, son ami
- Catherine Sellers : Barbara, femme de Robert, maîtresse de Georges
- Marcel Pérès : Monsieur Delachaume, père de Georges
- Gabrielle Roanne : Madame Delachaume, mère de Georges
- Henriette, femme de Georges, personnage invisible
- Katherine Kath : Edmée, femme de chambre d'Henriette
- Jacqueline Pagnol : Isabelle, jeune fille
- Palau : Philémon, comédien
- Madeleine Geoffroy : Madame de Montalembreuse, comédienne
- Henry Gaultier : le maître d'hôtel, de la maison Chauvin
- Lise Berthier : la propriétaire
- Paul Laurent : le docteur

## Intrigue
Georges, jeune homme de vingt-huit ans dont l'entourage et les amis vivent aux crochets de la riche femme avec laquelle il s'est marié, a invité une jeune femme à dîner. Dans le souci de lui plaire, il lui a menti en s'inventant une vie bien différente de celle qu'il mène en réalité. Pour cette soirée, il a loué une maison à Senlis en périphérie de Paris et convoqué deux comédiens qu'il charge de jouer le rôle des parents qu'il s'était inventés. Malheureusement pour lui, sa femme, Henriette, menace de demander le divorce s'il ne rentre pas à la maison dans la soirée. C'est alors que ses parents et ses amis se lancent à sa recherche, car un divorce leur ferait perdre le confort dans lequel ils vivent grâce à la richesse de sa femme. Mais il choisit pour finir la pauvreté et de vivre l'amour.